# Reineris Salas
Reineris Salas (17 de março de 1989) é um lutador de estilo-livre cubano, medalhista olímpico.

## Carreira
Salas participou dos Jogos Olímpicos de Verão de 2020 em Tóquio, onde participou do confronto de peso pesado, conquistando a medalha de bronze após derrotar o azeri Sharif Sharifov.